# Justín Javorek
Justín Javorek (ur. 14 września 1936 w Voderadach, zm. 15 września 2021) – czechosłowacki piłkarz i trener, grający na pozycji bramkarza.

## Kariera klubowa
Javorek do 1958 występował w Dukli Trenčín. Od 1958 grał w drużynie Tatrana Preszów, którego bramki strzegł w 26 spotkaniach. Następnie został piłkarzem Interu Bratysława. 
Wraz z zespołem dwukrotnie sięgnął po Puchar Intertoto w sezonach 1962/63 i 1963/64. Inter z Javorkiem w składzie zdobył także Puchar Mitropa w sezonie 1968/69. Przez 10 lat gry w Interze, Javorek wystąpił w 75 spotkaniach. Karierę piłkarską zakończył po sezonie 1969/70 w tureckim Mersin İdman Yurdu.       
| Sezon   | Klub               | Kraj           | Rozgrywki                     | Mecze | Bramki |
| ------- | ------------------ | -------------- | ----------------------------- | ----- | ------ |
| 1957/58 | Tatran Preszów     | Czechosłowacja | Československá fotbalová liga | 5     | 0      |
| 1958/59 | Tatran Preszów     | Czechosłowacja | Československá fotbalová liga | 21    | 0      |
| 1959/60 | Inter Bratysława   | Czechosłowacja | Československá fotbalová liga | 6     | 0      |
| 1960/61 | Inter Bratysława   | Czechosłowacja | Československá fotbalová liga | 19    | 0      |
| 1961/62 | Inter Bratysława   | Czechosłowacja | Československá fotbalová liga | 9     | 0      |
| 1962/63 | Inter Bratysława   | Czechosłowacja | Československá fotbalová liga | 9     | 0      |
| 1963/64 | Inter Bratysława   | Czechosłowacja | Československá fotbalová liga | 1     | 0      |
| 1964/65 | Inter Bratysława   | Czechosłowacja | Československá fotbalová liga | 4     | 0      |
| 1965/66 | Inter Bratysława   | Czechosłowacja | Československá fotbalová liga | 2     | 0      |
| 1966/67 | Inter Bratysława   | Czechosłowacja | Československá fotbalová liga | 2     | 0      |
| 1967/68 | Inter Bratysława   | Czechosłowacja | Československá fotbalová liga | 12    | 0      |
| 1968/69 | Inter Bratysława   | Czechosłowacja | Československá fotbalová liga | 11    | 0      |
| 1969/70 | Mersin İdman Yurdu | Turcja         | 1. Lig                        |       |        |

## Kariera reprezentacyjna
Javorek wystąpił w dwóch spotkaniach olimpijskiej drużyny Czechosłowacji.
W 1960 znalazł się w składzie reprezentacji Czechosłowacji na pierwsze w historii Mistrzostwa Europy. Podczas turnieju pełnił rolę zawodnika rezerwowego, a Czechosłowacja zakończyła mistrzostwa z brązowym medalem.

## Kariera trenerska
Javorek po zakończeniu kariery zawodniczej, zajął się profesją trenera. Rozpoczynał w zespole Omonia Aradippou, w którym pracował do 1980. Następnie objął drużynę, w której występował jako zawodnik przez dekadę, tj. Inter Bratysława.
W kolejnych latach trenował Spartak Trnawa (1982–1985) oraz Tatran Preszów (1985–1986). Od 1987 do 1989 był asystentem Karola Pecze w DAC 1904. 
W 1991 trenował Altay, następnie przez 3 lata sprawował funkcję koordynatora w Galatasaray. Karierę trenera zakończył w 1994 podczas drugiego podejścia do pracy w Spartaku Trnawa.  

## Sukcesy
Czechosłowacja
- Mistrzostwa Europy (1): 1960 (3. miejsce)

Inter Bratysława
- Puchar Intertoto (2): 1962/63, 1963/64
- Puchar Mitropa (1): 1968/69